# Cathorops laticeps
Cathorops laticeps es una especie de pez de la familia Ariidae en el orden de los Siluriformes.

## Distribución geográfica
Se encuentra en Guayana  e isla de Trinidad.